# Baaghi (film, 2016)
Cet article concerne le film de 2016. Pour le film de 1990, voir Baaghi (film, 1990). Pour le film de 2000, voir Baaghi (film, 2000).
Série
Baaghi 2 : Le Rebelle
(2018)
Pour plus de détails, voir Fiche technique et Distribution.
Baaghi (बाग़ी, littéralement « rebelle ») est un film indien réalisé par Sabir Khan, sorti en 2016. Le film a pour suite Baaghi 2 : Le Rebelle et Baaghi 3.

## Synopsis
Le gangster Raghav Shetty enlève l'actrice Sia Khurana sur un tournage et l'emmène à Bangkok. Le père de Sia et le producteur du film contactent la police qui ne peut rien faire du fait que la jeune femme n'est plus sur le territoire indien. Ils font alors appelle à l'ex-petit ami de Sia, Ranveer « Ronny » Singh.

## Fiche technique
- Titre : Baaghi
- Titre original : बाग़ी
- Réalisation : Sabir Khan
- Scénario : Shifuji Shaurya Bharadwaj, Sanjeev Dutta et Madhiyalagan Subbiah
- Musique : Meet Bros, Amaal Mallik, Manj Musik, Julius Packiam, Pranaay et Ankit Tiwari
- Photographie : Binod Pradhan
- Montage : Manan Sagar
- Production : Sajid Nadiadwala
- Société de production : Benetone Films et Nadiadwala Grandson Entertainment
- Pays :  Inde
- Genre : Action, romance et thriller
- Durée : 133 minutes
- Dates de sortie : 
  -  Inde : 29 avril 2016

## Distribution
- Shraddha Kapoor : Sia
- Tiger Shroff : Ronny
- Sudheer Babu Posani : Raghav Shetty
- Shifuji Shaurya Bharadwaj : Guruswamy
- Sourav Chakraborty : Biju
- Sunil Grover : P P Khurana, le père de Sia
- Sumit Gulati : Sukhi
- Sanjay Mishra : Harry
- Aryan Prajapati : Subbu
- Biswapati Sarkar : Hari
- Chobber Sidhu : Armaan
- Prashant Singh : Gopi

## Distinctions
Le film a été nommé au Filmfare Award de la meilleure direction musicale.